# 紀鹿人
紀 鹿人（き の ししひと/かひと）は、奈良時代の官人・歌人。官位は外従五位上・大炊頭。

## 経歴
『万葉集』巻第八に、
という題詞のある和歌が掲載されている。この歌は大伴稲公の経歴から推測して、天平2年（730年）よりも後の歌だと推測される。同様の題詞の歌が、万葉集巻第六にも2首見える。
天平9年（737年）9月に外従五位下に叙せられ、12月に主殿頭に任ぜられる。天平12年（740年）外従五位上に昇叙され、翌天平13年（741年）主殿頭を車持国人に交代して鹿人は大炊頭に遷った。
上述したように、大和国跡見（現在の奈良県桜井市外山）で詠んだ和歌作品3首が『万葉集』に採録されている。娘の紀小鹿も万葉歌人である。

## 官歴
注記のないものは『続日本紀』による。
- 時期不詳：典鋳正[1]
- 時期不詳：正六位上
- 天平9年（737年） 9月28日：外従五位下。12月23日：主殿頭
- 天平12年（740年） 11月21日：外従五位上
- 天平13年（741年） 8月9日：大炊頭

## 系譜
- 父：不詳
- 母：不詳
- 生母不明の子女
  - 女子：紀小鹿 - 安貴王室